# Эшли-Купер, Энтони, 9-й граф Шефтсбери
Энтони Эшли-Купер, 9-й граф Шефтсбери (англ. Anthony Ashley-Cooper, 9th Earl of Shaftesbury; 31 августа 1869 — 25 марта 1961) — английский пэр, военный и государственный деятель.

## Происхождение и образование
Родился 31 августа 1869 года). Единственный сын Энтони Эшли-Купера, 8-го графа Шефтсбери (1831—1886), и леди Гарриет Огасты Энн Сеймурины Чичестер (1836—1898), дочери 3-го маркиза Донегола и леди Гарриет Энн Батлер. Он получил образование в Итонском колледже (Виндзор, Беркшир) и в Королевском военном колледже в Сандхерсте (Беркшир).
13 апреля 1886 года после смерти своего отца 15-летний Энтони Эшли-Купер унаследовал титулы 9-го графа Шефтсбери (Пэрство Англии), 9-го барона Купера из Полетта в графстве Сомерсет (Пэрство Англии), 9-го барона Эшли из Уимборна Сент-Джайлса в графстве Хэмпшир (Пэрство Англии) и 10-го баронета Купера из Рокборна в графстве Хэмпшир (Баронетство Англии).

## Военная карьера
Лорд Шефтсбери был назначен вторым лейтенантом в 10-й гусарский полк в 1890 году, повышен до лейтенанта в 1891 году и до капитана в 1898 году. С 1895 по 1899 год он служил адъютантом губернатора Виктории. Он вышел в отставку из регулярной армии в 1899 году, но продолжил службу в качестве капитана резерва в Дорсетском имперском йоменском полку. 12 марта 1902 года он был повышен до подполковника, командуя Северно-Ирландским имперским йоменском полком. 1 января 1913 года он был повышен до полковника в Территориальных силах и назначен командующим 1-й Юго-Западной конной бригадой. Ему было присвоено временное звание бригадного генерала в начале войны в 1914 году. Лорд Шефтсбери служил во время Первой мировой войны с 1914 по 1918 год, и отказался от должности командира бригады 1 марта 1919 года, когда ему было присвоено почетное звание бригадного генерала.

## Политические, гражданские и судебные должности
Лорд-лейтенант Белфаста (1904—1911), лорд-лейтенант Антрима (1911—1916), лорд-лейтенант Дорсета (1916—1952), лорд-мэр Белфаста (1907), канцлер Университета Квинс в Белфасте (1909—1923).
Лорд-камергер принцессы Уэльской Марии Текской (1901—1910), лорд-камергер королевы Великобритании Марии Текской (1910—1922), лорд-стюард (1922—1936).
Лорд Шефтсбери занимал пост президента Солсберийской епархиальной гильдии звонарей с 1919 по 1960 год.

## Семейная жизнь
15 июля 1899 года 9-й граф Шефтсбери женился на леди Констанции Сибелл Гровенор (22 августа 1875 — 8 июля 1957), дочери Виктора Александра Гровенора, титулованного графом Гровенором (1853—1884), сына и наследника Хью Люпуса Гровенора, 1-го герцога Вестминстерского, и его жены, леди Сибелл Мэри Ламли, дочери Ричарда Джорджа Ламли, 9-го графа Скарборо. У 9-го графа Шефтсбери и его жены леди Констанции было пятеро детей:
- Майор Энтони Эшли-Купер, лорд Эшли (4 октября 1900 — 8 марта 1947).
- Леди Мэри Сибелл Эшли-Купер (3 октября 1902 — 2 августа 1936), в 1928 году она была замужем за Нейпиром Стертом, 3-м бароном Алингтоном из Кричела
- Леди Доротея Луиза Эшли-Купер (29 апреля 1907—1987), в 1935 году она была замужем за Энтони Хедом, 1-м виконтом Хедом.
- Леди Леттис Милдред Эшли-Купер (12 февраля 1911—1990), офицер авиации WAAF
- Майор Достопочтенный Энтони Джон Перси Хью Майкл Эшли-Купер (5 октября 1915 — 16 июня 1986), он был женат на Джулиан Петерик, от которой у него было четыре дочери. Многие считали его одним из величайших рыболовов-лососей 20-го века, и он написал четыре книги на эту тему.

Лорд Эшли был наследником графства, который должен был унаследовать после смерти своего отца. Однако в возрасте 46 лет лорд Эшли неожиданно умер от болезни сердца до вступления в права наследования. В то время его сын, Энтони Эшли-Купер, стал наследником, унаследовав графство в 1961 году после смерти своего деда.

## Благотворительность и общественная деятельность
В 1928 году 9-й граф Шефтсбери предоставил финансовый грант на создание независимой школы-интерната совместного обучения в Блэндфорде, на севере Дорсета, Англия, недалеко от деревни Брайанстон. 9-й граф служил в школе в качестве первого председателя губернаторов.
9-й граф Шефтсбери подарил Белфастский замок городу Белфасту в 1934 году. В 1978 году городской совет Белфаста начал масштабную реконструкцию, которая длилась десять лет и стоила более двух миллионов фунтов стерлингов . Архитектором выступило партнерство Hewitt and Haslam. Здание официально открылось для публики 11 ноября 1988 года.

## Награды
- Кавалер Королевского Виктрорианского ордена (1906)[2]
- Кавалер Ордена Святого Патрика (1911)[2]
- Командор Ордена Британской империи (1919)[2]
- Член Тайного совета Великобритании (1922)[2]
- Кавалер Большого креста Королевского Викторианского ордена (1924)[2]

## Смерть и погребение
9-й граф Шефтсбери умер в 1961 году в возрасте 91 года. Он был похоронен в приходской церкви в Уимборн-Сент-Джайлс недалеко от семейного поместья. Титул графа перешел к его 22-летнему внуку, Энтони Эшли-Куперу.
9-й граф тщательно уладил финансовые вопросы с поместьем Шафтсбери, чтобы его наследники избежали уплаты налога на наследство. Когда граф умер в 1961 году, его внук унаследовал семейный дом 17-го века и большое поместье в Дорсете, несколько других объектов недвижимости и коллекцию произведений искусства, антиквариата и других ценностей. К 1990-м годам состояние 10-го графа Шефтсбери оценивалось в «несколько миллионов».